# Шахбазян Карен Мушегович
Каре́н Муше́гович Шахбазя́н — капітан Служби безпеки України, учасник російсько-української війни, що відзначився у ході російського вторгнення в Україну. Герой України (2025).

## Життєпис
Під час російського вторгнення в Україну — капітан Служби безпеки України. 
Здійснював аеророзвідку в Донецькій та Запорізькій областях. У складних бойових умовах екіпаж БпЛА знищив і пошкодив низку зенітних ракетних комплексів, зенітні ракетно-гарматні комплекси, самохідну артилерійську установку та автоматизовану станцію постановки перешкод.

## Нагороди
- Звання Герой України з врученням ордена «Золота Зірка» (21 лютого 2025) — за особисту мужність і героїзм, виявлені у захисті державного суверенітету та територіальної цілісності України, самовіддане служіння Українському народові[2]. Орден вручив у Києві 23 лютого 2025 року президент України Володимир Зеленський[1].